# Bruno Popović
Bruno Popović (Zagreb, 17. srpnja 1928. – Zagreb, 28. ožujka 2012.) bio je hrvatski esejist, kritičar i pisac.

## Životopis
Na filozofskom fakultetu u Zagrebu diplomirao je jugoslavistiku. Uglavnom je objavljivao kritike i eseje u kojima je komentirao književne opuse s filozofskih i intelektualno-humanističkih stajališta. Pisao je među ostalim i o Marinu Držiću, Silviju Strahimiru Kranjčeviću, Janku Poliću Kamovu, Antunu Gustavu Matošu, Antunu Branku Šimiću, Slavku Kolaru, Augustu Cesarcu, Petru Šegedinu, Ranku Marinkoviću, Vladu Gotovcu i drugima, a osobito je pisao o Miroslavu Krleži (Tema krležiana, 1982.)
Pisao je i poeziju, prozu i dramske tekstove, a adaptirao je i mnogobrojna djela za radiodramske izvedbe. Posljednje što je objavio bila je zbirka Čamac za veslanje: od pjesme do pjesme objavljena 2006. godine u nakladi Društva hrvatskih književnika čiji član nije bio.

## Djela
Značajnija djela uključuju:
- Neko vrijeme, 1966.
- Pamfleti, 1969.
- Ikar iz Hada, 1970.
- Matoš i nakon njega, 1972.
- Književna Europa i drugi fragmenti, 1978.
- Dan kao svaki drugi, 1979.
- Tema krležiana, 1982.
- Časoslov iz Babilona, 1990.
- Čamac za veslanje: od pjesme do pjesme, 2006.[3]

## Nagrade
Dobio je Nagradu Vladimir Nazor 1990. godine.